# آخرین شکار
آخرین شکار (انگلیسی: The Last Hunt) فیلمی به کارگردانی ریچارد بروکس است که در سال ۱۹۵۶ منتشر شد. فیلمنامه این فیلم توسط ریچارد بروکس بر اساس داستان آخرین شکار به نویسندگی میلتون لوت نوشته شد.

## داستان فیلم
سندی مک کنزی (استوارت گرنجر) آخرین شکار خود را با شریک جدیدش، چارلز گیلسون وسواسی (رابرت تیلور) آغاز می‌کند. در حالی که مک کنزی از شکار بوفالو خسته شده‌است، گیلسون یک گله کل گاومیش را در یک زمان می‌کشد. در این بین گیلسون بر اساس اتفاقاتی یک زن هندی و پسرش را به اسارت می‌گیرد.

## دربارهٔ فیلم
هشتاد درصد فیلم در یک مکان در یک دوره هفت هفته ای فیلمبرداری شد. این مکان در پارک ملی بادلندز و پارک ایالتی کاستر در داکوتای جنوبی قرار داشت و فیلمبرداری در زمان مهاجرت سالانه گله بوفالوها صورت گرفت.
از صحنه واقعی کشته شدن یک بوفالو نوسط تیراندازان دولتی در فیلم استفاده شد.